# Štitare (Kruševac)
Pour les articles homonymes, voir Štitare et Štitari.
Štitare (en serbe cyrillique : Штитаре) est un village de Serbie situé sur le territoire de la Ville de Kruševac, district de Rasina. Au recensement de 2011, il comptait 442 habitants.
Štitare est également connu sous le nom de Štitari.

## Démographie
| 1948 | 1953 | 1961 | 1971 | 1981 | 1991 | 2002 | 2011 |
| ---- | ---- | ---- | ---- | ---- | ---- | ---- | ---- |
| 643  | 660  | 648  | 628  | 610  | 615  | 535  | 442  |

|  |